# Dadivank
Dadivank ou Khutavank (en arménien : Դավիվանք ou Խութավանք, en azéri : Dadivəng ou Xudavəng) est un monastère arménien situé dans le raion de Kelbadjar en Azerbaïdjan. Il a été construit entre le IXe et le XIIIe siècle. L'église date de 1214.

## Géographie
Les bâtiments du monastère s'élèvent dans un site boisé du Haut-Karabagh, au-dessus du Tartar, à 12 km au nord-est de Kelbadjar au village de Vank.

## Histoire

### Origines
Le monastère a été fondé par saint Dadi, disciple de saint Jude Thadée, apôtre, qui diffusa le christianisme dans l’est de l'Arménie durant le Ier siècle. En juin 2007, la tombe de saint Dadi a été mise au jour sous l’autel de l’église principale.
Le complexe monastique de Dadivank consiste en l’église cathédrale « Sainte-Mère-de-Dieu » (Sourp Astvatsatsin, avec ses écrits arméniens sur les murs), la chapelle et d’autres zones secondaires. La première mention du monastère apparaît au IXe siècle. Les princes de Khatchen sont enterrés sous le gavit de l'église Saint-Dadi (Sourp Dadi).
Le bas-relief de la façade sud de la cathédrale de Dadivank, construite en 1214, montre une princesse offrant l’église en mémoire de son fils. Selon Paolo Cuneo, Dadivank et Gandzasar font partie de ces monastères arméniens où des motifs en buste (probablement les donateurs du monastère) peuvent être trouvés.

### Époque contemporaine
À l'époque soviétique, le monastère est situé en république socialiste soviétique d'Azerbaïdjan, près de l'oblast autonome du Haut-Karabagh.
Lors de la guerre du Haut-Karabagh, la zone où se trouve le monastère est occupée par les forces arméniennes et intégrée à la région de Chahoumian dans la république du Haut-Karabagh. En 1994, après la guerre, le monastère est rouvert et la restauration peut être lancée. Il appartient au diocèse d'Artsakh de la Sainte Église apostolique arménienne.
Le 8 octobre 2001, le document no 9256 de la sauvegarde de l’héritage historique et culturel de la république du Haut-Karabagh est signé par seize membres de l'Assemblée parlementaire du Conseil de l'Europe, provenant d'Arménie, de Chypre, d'Italie, de Roumanie, de Grèce et de Russie, reconnaissant que parmi les exemples les plus flagrants de la politique de l'Azerbaïdjan au Haut-Karabagh figurait la destruction de Dadivank, que « la population locale musulmane considéra comme un vestige de la religion chrétienne arménienne et qu'elle dégrada autant qu'elle put ».
La restauration de la cathédrale commence en août 2004 et s'achève un an plus tard. Les travaux sont financés par la femme d’affaires américano-arménienne Edele Hovnanian. La chapelle (construite au XIIIe siècle) du complexe de Dadivank, qui est un exemple rare d’architecture, est restaurée par Edik Abrahamian, un Arménien de Téhéran en Iran.
En 2017, des spécialistes italiens arrivent dans la région afin de poursuivre la restauration.
À la suite du cessez-le-feu entré en vigueur le 10 novembre 2020 après six semaines de combats, le raion de Kelbadjar où se trouve situé le monastère est restitué à l'Azerbaïdjan. Le sort des édifices s'avère incertain et les religieux font transporter en Arménie des objets d'art précieux comme les livres liturgiques et des khatchkars. Après le départ des forces arméniennes, le monastère est placé sous la protection du contingent russe de maintien de la paix.
Les autorités azerbaïdjanaises autorisent des religieux arméniens à rester dans le monastère mais nient le caractère culturel arménien de celui-ci et le considère faussement comme un sanctuaire de l'Église albanienne. Le 4 décembre 2020, une délégation de chrétiens oudis visite le monastère et y célèbre une liturgie. Le lendemain, l'un de leurs représentants, Rafig Danakari, est nommé prédicateur du monastère. En mai 2023, Mubariz Gourbanli, président du Comité d'État pour les associations religieuses de la république d'Azerbaïdjan, déclare que les religieux arméniens devraient quitter le monastère.
En avril 2024, les troupes russes commencent leur retrait du Haut-Karabagh et quittent le monastère. En novembre suivant, l'usage et la gestion du monastère sont officiellement remis à la communauté oudie.

## Ensemble architectural

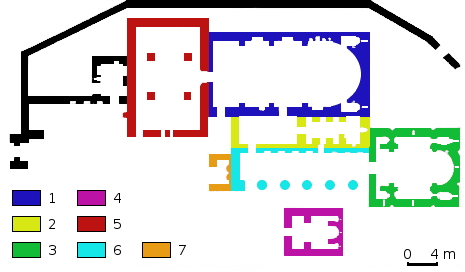
Localisation des parties du monastère 1. Ancienne église du monastère 2. Petite basilique 3. Église cathédrale Arzou-Kathoun. 4. Église de Hassan le Grand. 5. Narthex de l'évêque Grégoire 6. Narthex de l'église d'Arzu-Khatun. 7. Clocher

Le complexe se compose de l'église principale de la Vierge Marie et d'autres églises, de chapelles, de clochers et d'autres dépendances. Les principales dépendances sont clôturées par un mur de pierre au sud du complexe. Le monastère est reconnu comme étant un des monuments artistiques les plus remarquables de l'architecture féodale arménienne en raison de la diversité des motifs décoratifs utilisés, de la finesse de ses sculptures, de ses fresques et de la richesse des inscriptions.

### L'ancienne église
L'ancienne église du monastère est située dans la partie nord-est. Son plan est rectangulaire sa nef est unique. Deux entrées permettent d'y accéder : de l'ouest au sud-est, les façades des entrées sont couverts d'ornements. La voûte de l'église, qui n'existe plus aujourd'hui, était recouverte de trois paires de pilastres.

### La petite basilique

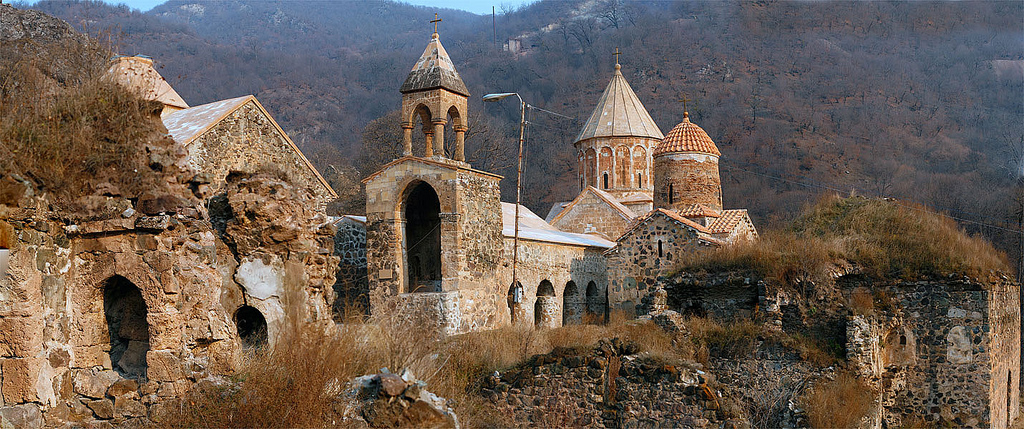
Vue du monastère depuis le sud-ouest

À la première église du sud on trouve une basilique adjacente, également ancienne, mais beaucoup plus petite. La salle de prière de l'église est divisée par un mur en deux parties égales. La partie orientale est une pièce rectangulaire qui semble avoir servi de narthex. Dans la partie ouest se trouvent trois paires de pilastres. Après avoir étudié la maçonnerie de l'église Chagen Mkrtchian est arrivé à la conclusion que l'église a été restaurée mais que cela a été fait si soigneusement, que l'aspect initial est resté inchangé.

### L'église cathédrale de Arzou-Khatoun
L'église cathédrale d'Arzou-Khatoun est située dans la partie orientale de la cour du monastère. De la porte principale jusqu'à l'église c'est un long couloir qui part de bâtiments religieux et laïques.
La cathédrale a été construite en 1214 par l'épouse du grand-duc Aterk Vakhtang. Une longue inscription de 19 lignes décrit en détail la création de l'église par l'épouse Arzu Khatun.

#### Intérieur

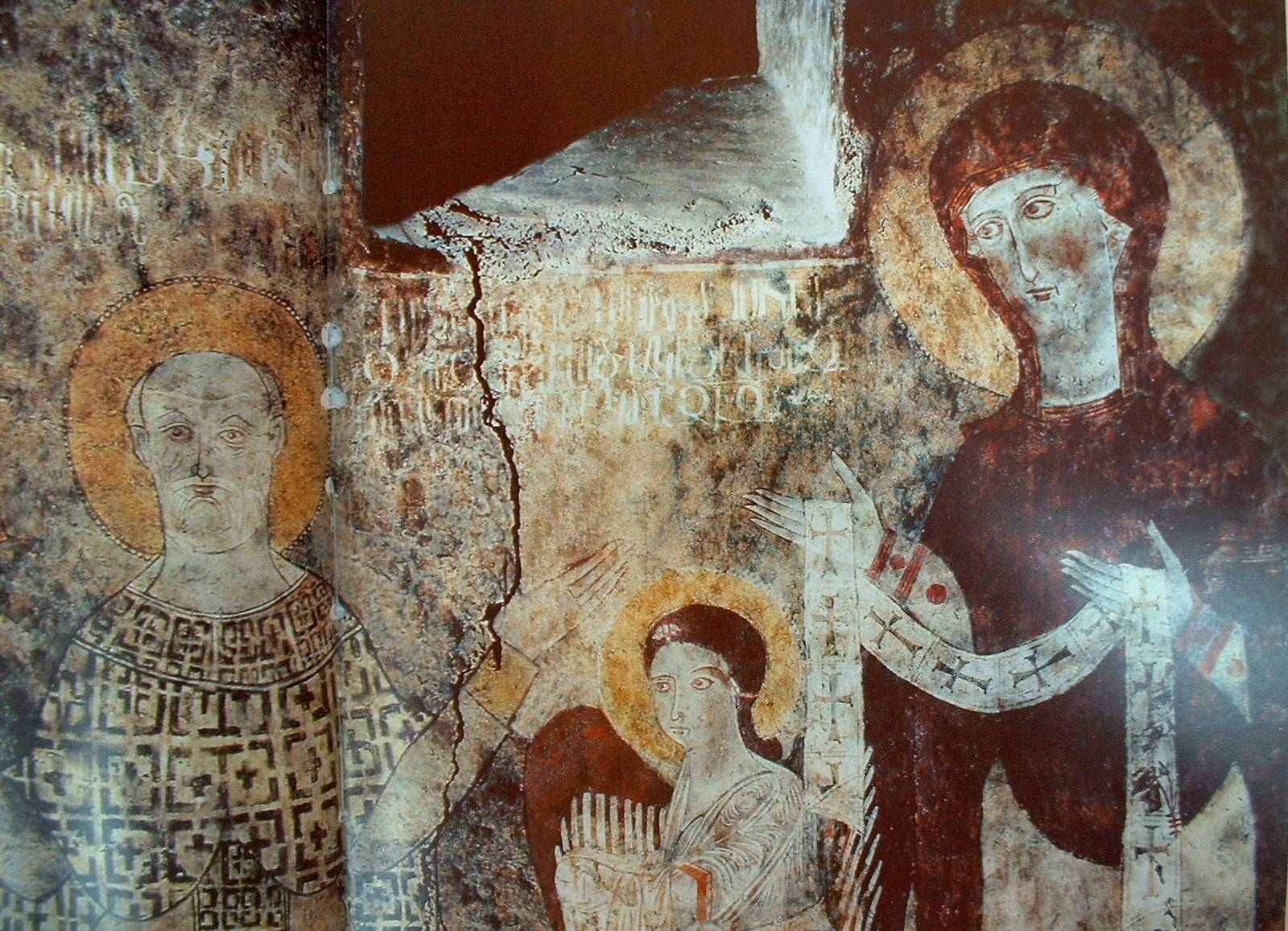
Fresques du XIII ss

L'église est la salle sous le dôme avec un plan en croix à l'intérieur et un plan rectangulaire à l'extérieur. Au quatre coins de l'église sont installés des sacristies. Celles du second niveau sont accessibles par des escaliers.
Les pilastres et les arcades sont construites de pierres blanches et grises et garnies d'ornements. Les murs intérieurs sont recouverts de stucs luxueux et de fresques dont certaines ont été conservées par endroit. Celles qui sont conservées retracent les caractéristiques des fresques arméniennes: une gamme de couleur riche, un style de couleurs simple, un goût pour la décoration, des visages aux traits orientaux prononcés. Selon Chagen Mkrttchiana, la qualité des peintures témoigne des talents des artisans Artsakh de l'époque qui possédaient « à la fois la technique de la peinture murale, et l'art de l'illustration des manuscrits ».

#### Extérieur

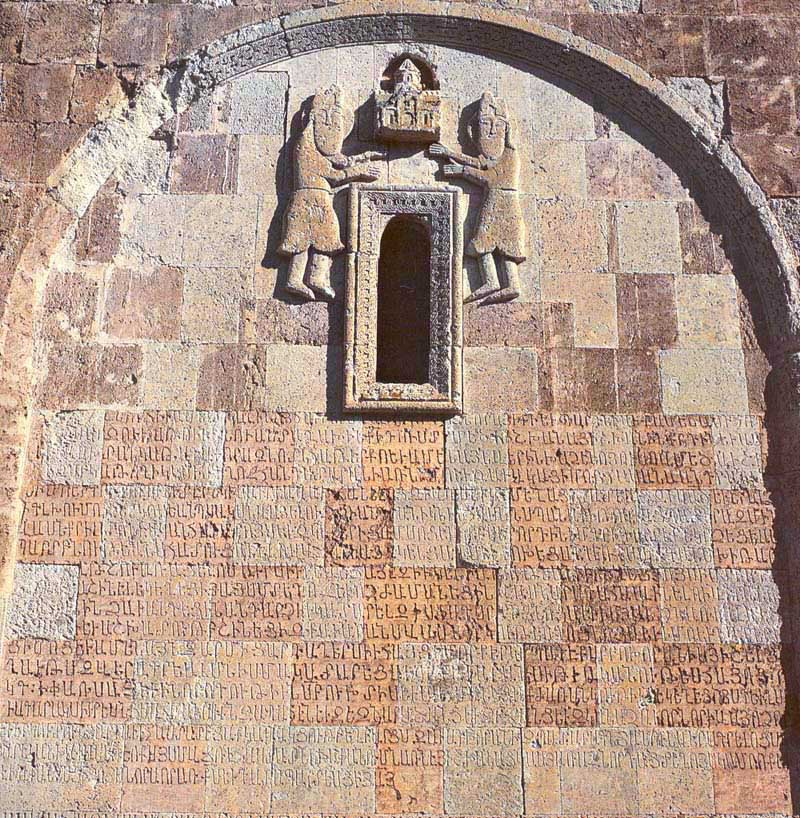
Un des arcs et l'image de son ktitor

La cathédrale est le centre de l'ensemble du monastère. La seule entrée se trouve du côté ouest face à l'entrée principale du monastère. La combinaison de carrés soigneusement dessinés en matériaux précieux, les formes architecturales harmonieuses, la haute technologie de construction, les reliefs décoratifs font de la cathédrale un ensemble décoratif éminent de l'ensemble du monastère.
La façade orientale de l'église est ornée de trois arcs décoratifs. L'arc le plus élevé et le plus large se trouve au milieu. Il contient une fenêtre étroite ornée par un pilastre décoratif. Au-dessus de la fenêtre se trouve un bas-relief de ktitors, et la zone située au-dessus de la fenêtre est couverte d'inscriptions. Deux niches triangulaires de chaque côté de l'arc central indiquent l'emplacement de l'autel. Des niches semi-circulaires sont couvertes d'ornements.
La façade sud est de même composition. Mais à la différence de la façade Est, les ktitors sont représentés de tailles élevées et occupent tout l'espace du mur de façade. La zone située au-dessus de l'arcade est chargé d'inscriptions diverses, notamment de références à des dons et à leurs dates ou sans elles.
Le mur nord est réalisé de manière inhabituelle pour un monument arménien: on y découvre un portail décoratif à fausse fenêtre. Selon Chaguen Mkrtchian, « la décoration de ce portail et en particulier l'entrée de l'arc, sont réalisés avec une telle finesse, qu'elle laisse l'impression d'un bijou en filigrane ».
Le tambour de l'église est divisé en 16 faces par les demi-colonnes et les arcs qui le soutiennent. Ces faces présentent alternativement soit des niches triangulaires avec des arcs, soit des fenêtres étroites. La toiture est en forme d'éventail, chaque face du tambour correspondant à une face du toit. Réalisé à partir de dalles de toiture gris foncé bien ajustées, combiné avec des carreaux rose clair du tambour et les demi-colonnes gris foncé, l'ensemble forme une frise de tambour au contraste clair-obscur. Cela donne au dôme un volume qui attire de loin le regard et le détache des autres éléments proches et similaires.

### Narthex de l'église cathédrale

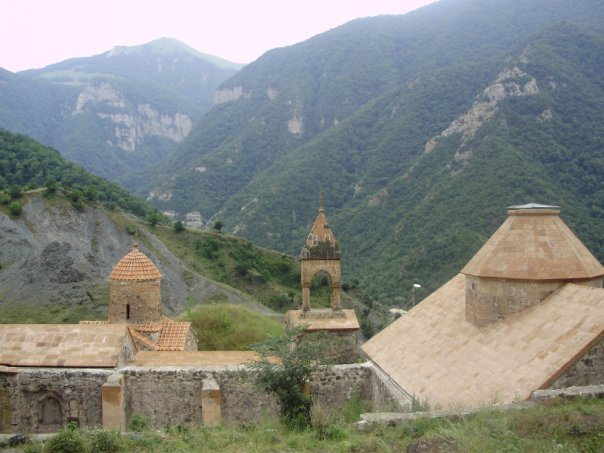
Vue générale du monastère. Au premier plan le narthex-chapelle, à gauche l'ancienne église, derrière elle le toit de la petite basilique, en arrière-plan le clocher, à gauche la coupole de l'église d'Hassan le Grand

Le narthex de l'église cathédrale est une salle allongée adjacente à l'église à l'ouest. Le mur sud se présente comme une arcade. La salle est couverte d'un toit à double pignon, dont la voûte repose d'un côté sur le mur sud de la petite basilique et de l'autre sur l'arcade. Le centre de l'intérieur est richement décoré.
Trois inscriptions ont été conservées sur les murs du narthex mais deux sont gravement endommagées. La troisième a vu sa date effacée à l'époque soviétique. Mais Chagen Mkrtchtian l'avait notée avant sa disparition: c'était l'année 1241, date de la construction du narthex.

### Église d'Hassan le Grand
L'église de Hassan-le-Grand est située au sud de la colonnade. C'est une petite structure avec un dôme central. Il est intéressant d'observer que c'est en brique qu'est réalisée la maçonnerie de l'édifice, ce qui est rare dans la région à cette époque (Un autre bâtiment en brique dans le Haut-Karabagh est la cathédrale Ghazanchetsots à Chouchi). Le dôme réalisé en brique a été restauré dans les années après guerre.
Dans les murs sont disposés de petits khatchkars avec des inscriptions des donateurs, dont le premier date de 1182 (dans le mur près de la niche gauche de l'intérieur).

### Narthex de l'évêque Grégoire

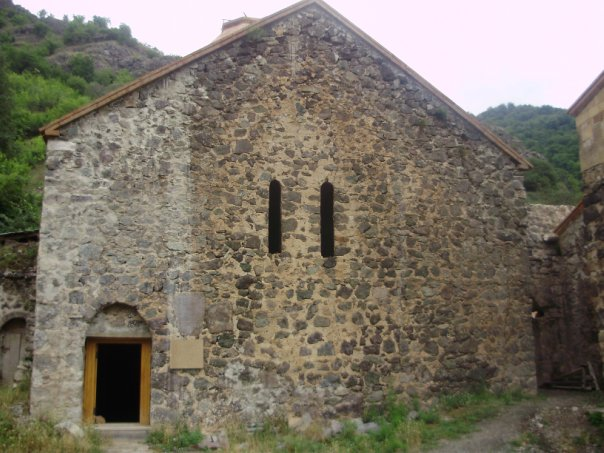
Façade du narthex

Le narthex de la chapelle de l'évêque Grégoire est construit à une période de développement du monastère au XIIIe siècle. Il est adjacent à l'ouest à l'ancienne basilique. Le dôme du bâtiment possède une ouverture qui repose sur quatre colonnes au centre de la salleт[Quoi ?] (un erdik)Le bâtiment a une entrée unique du côté gauche du mur sud. Le bâtiment porte sur son portail la date de sa fondation en 1224 par l'évêque Grégoire .
L'édifice est constitué de bloc de pierre brutes à l'extérieur et taillées à l'intérieur. Dans ces murs sont insérés de nombreux khatchkars avec la mention des donateurs. Dans la partie centrale du mur on en compte pas moins de neuf, disposés en rangée.
Le sol du narthex est constitué de pierres tombales qui ont servi de tombeaux pour la famille royale des Grands-Ducs du Haut-Khatchen pendant des siècles. Au fil du temps les inscriptions se sont effacées partiellement.

### Clochers

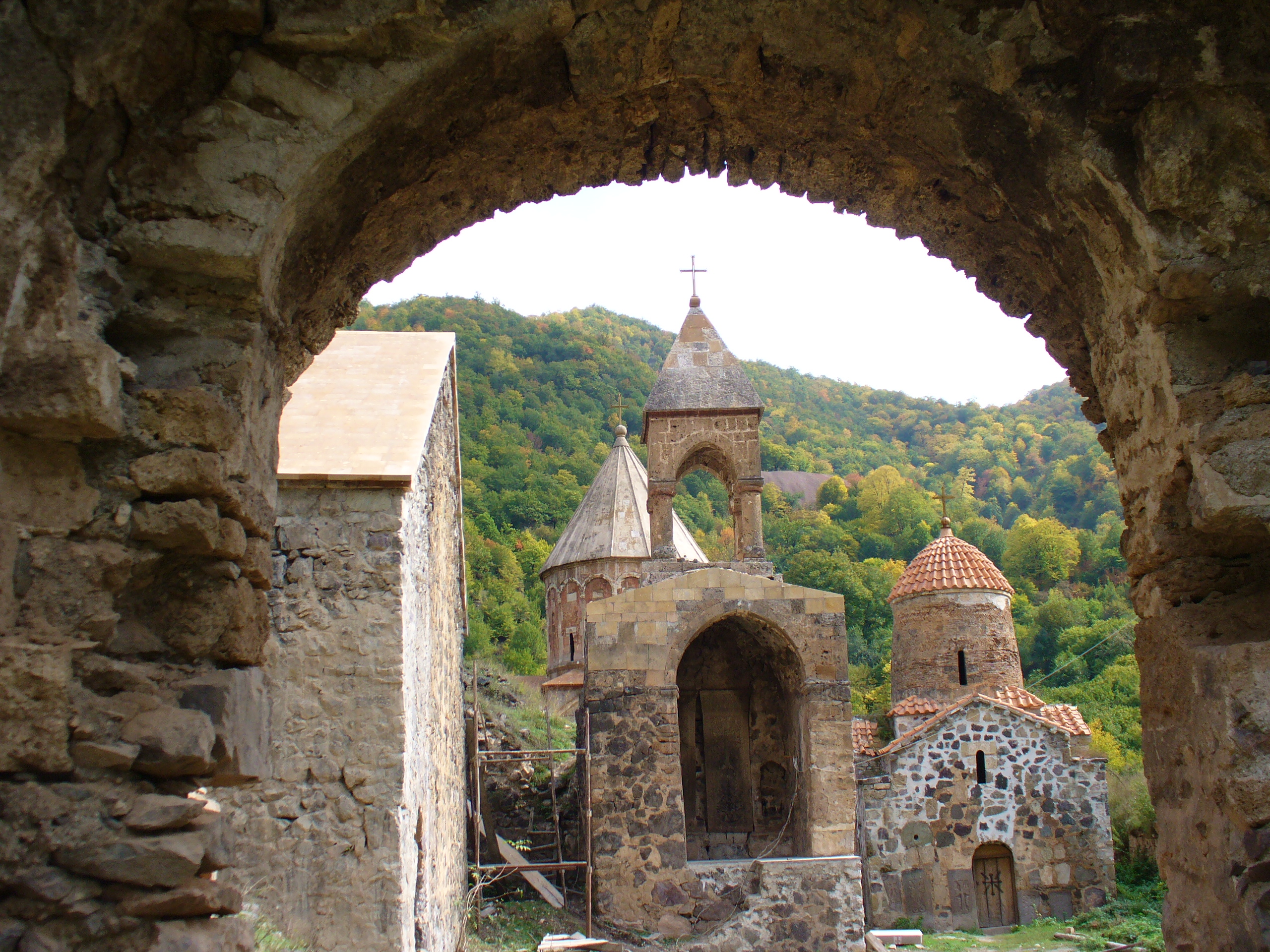
Les clochers, vue du côté des portes

Le clocher est situé dans la partie ouest du monastère, adjacent au mur du narthex de l'église Arzou-Kathoun. L'entrée du rez-de-chaussée se trouve dans le mur ouest juste en face de la porte du monastère. Le clocher a été construit au milieu du XIIIe siècle par l'évêque Sargis, fils du Grand-Duc Vakhram de la famille Dopyants.
Ce clocher forme une structure à deux étages. Au rez-de-chaussée, en face de l'entrée se trouvent deux khatchkars de 3,05 mètres sur 1 mètre. Au premier étage se trouve une rotonde soutenue par quatre colonnes. Des cloches sont suspendues au clocher.
Ces khatchkars du clocher sont considérés par des historiens d'art comme étant les plus beaux de l'art arménien.

### Trapeznaïa
Au sud-est et au sud-ouest de l'église de Hassan-le-Grand se trouvent plusieurs bâtiments à usage laïc. Parmi eux une salle de fêtes (խրախճանաց դահլիճ), dont l'architecture n'est pas sans intérêt. Elle a été construite par l'évêque Grégoire en l'année 660 suivant le comput arménien (soit en 1211 du comput grégorien).
Cette grande salle est construite comme le narthex d'églises ordinaires. Ses murs extérieurs sont faits d'un empilement de pierres grossières et à l'intérieur de pierres taillées. La richesse des formes et des détails décoratifs se révèle en particulier dans la base carrée des colonnes et de leurs chapiteaux mais aussi par le chevauchement de la partie centrale et du banc en pierre le long du mur nord. À l'Est sont disposées cinq pièces différentes.

### Autres constructions
À différents endroits du sud-ouest du monastère se trouvent une hôtellerie, des ateliers, une bibliothèque, un moulin à huile, un pressoir à raisin, des cellules monastiques et encore d'autres constructions. Autour de ceux-ci des traces d'anciennes constructions sont visibles.
Sur les collines environnantes les traces de trois chapelles ont été conservées.
Tout l'emplacement situé au sud du monastère jusqu'à la rivière Tartar constituait le jardin du monastère aujourd'hui absorbé par la lisière du bois.

## Galerie

Khatchkar du clocher du monastère, parmi les plus beaux de l'art arménien
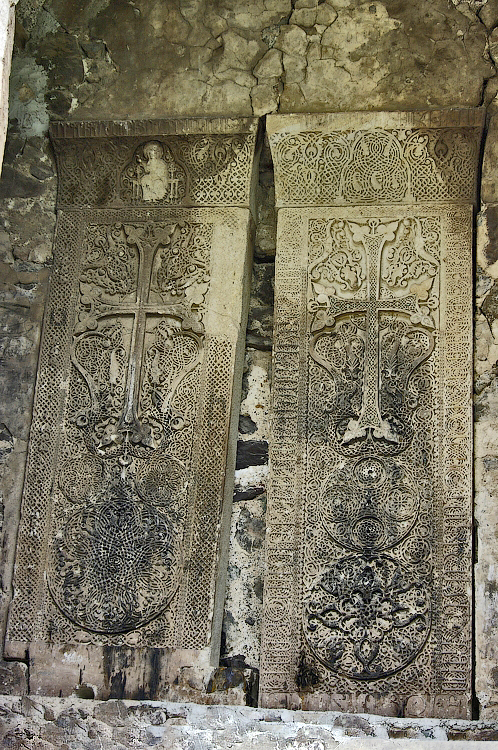
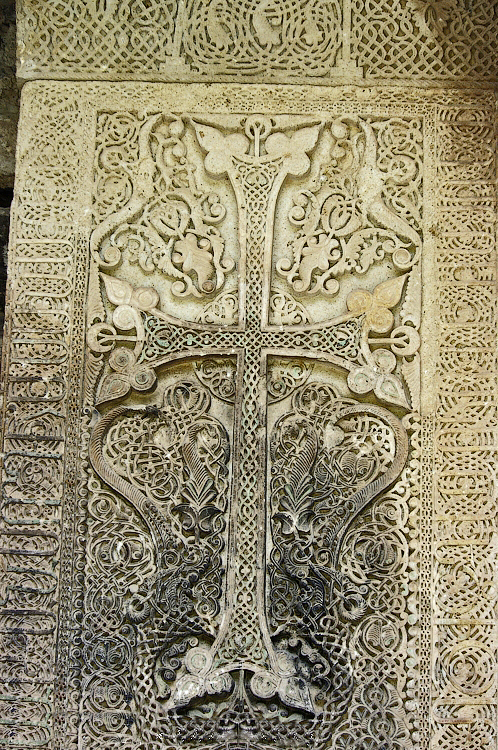
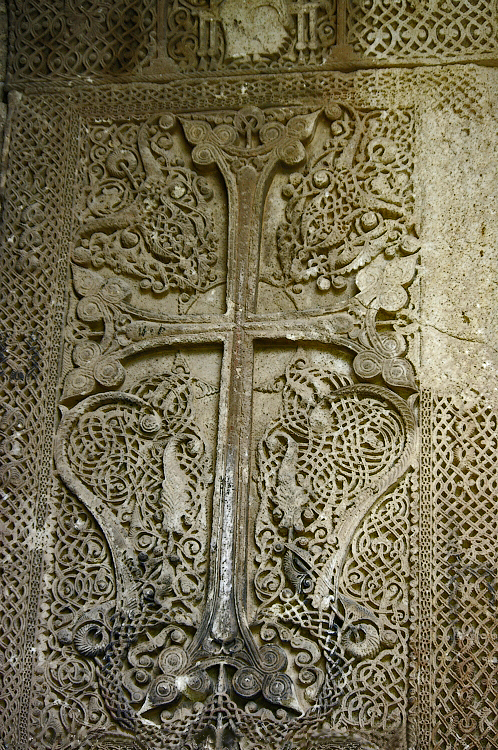